# Festival Latinoamericano de Instalación de Software Libre
El Festival Latinoamericano de Instalación de Software Libre (FLISoL) es el mayor evento de difusión del Software libre que se realiza desde el año 2005 en diferentes países de manera simultánea.
En la primera edición participaron 106 ciudades de 13 países, números que fueron creciendo a través de los años. En el año 2014 participaron cerca de 300 ciudades en 20 países de Latinoamérica más España y Alemania (sumada en 2019) constituyendo el festival de instalación más grande del mundo.
Está dedicado para personas interesadas en conocer más acerca del software y la cultura libre. Para ello, dependiendo de cada sede, son organizadas charlas, talleres, stands, y otras actividades, para que los asistentes entren en contacto con el mundo del software libre, conozcan a otros usuarios, resuelvan dudas e interrogantes, e intercambian opiniones y experiencias.
La asistencia al evento en las distintas sedes es libre y gratuita.

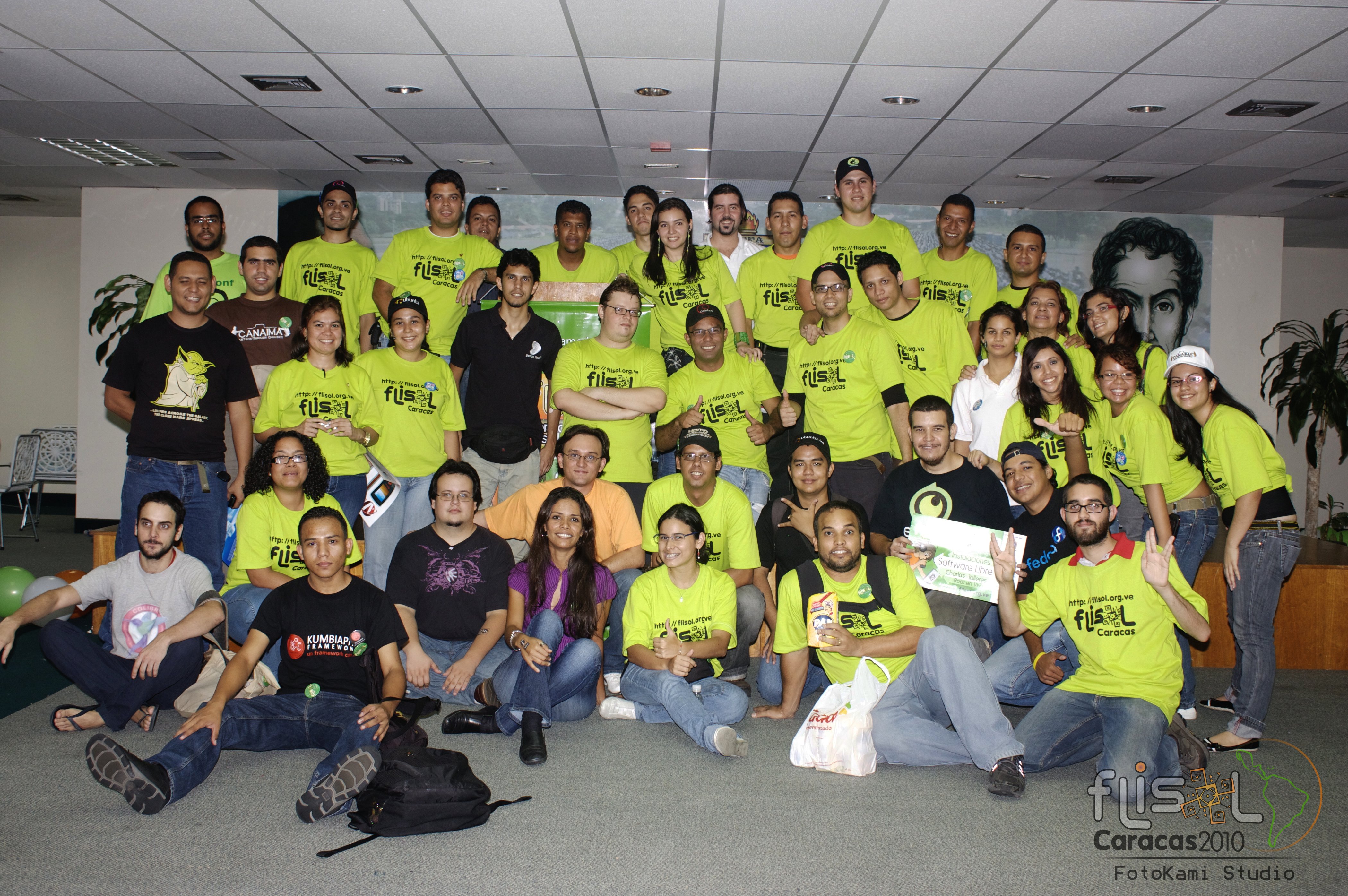
Grupo organizador de FLISoL 2010, ciudad de Caracas, Venezuela.

## Objetivos

### Primer objetivo
Dar a conocer el Software Libre de mano de su representante más conocido,  GNU con linux, o por medio de la instalación de Software Libre como LibreOffice, GIMP, Firefox, VLC Media Player, 7-Zip o Audacity, entre otros. Durante el evento se instala de manera gratuita el sistema operativo y las alternativas libres a todas las personas que deseen y puedan llevar sus equipos a las sedes designadas por la directiva del festival. Durante el mismo se ofrecen de manera paralela charlas, ponencias y talleres, sobre temas locales, nacionales y latinoamericanos, relacionadas al Software Libre y al movimiento del mismo nombre.

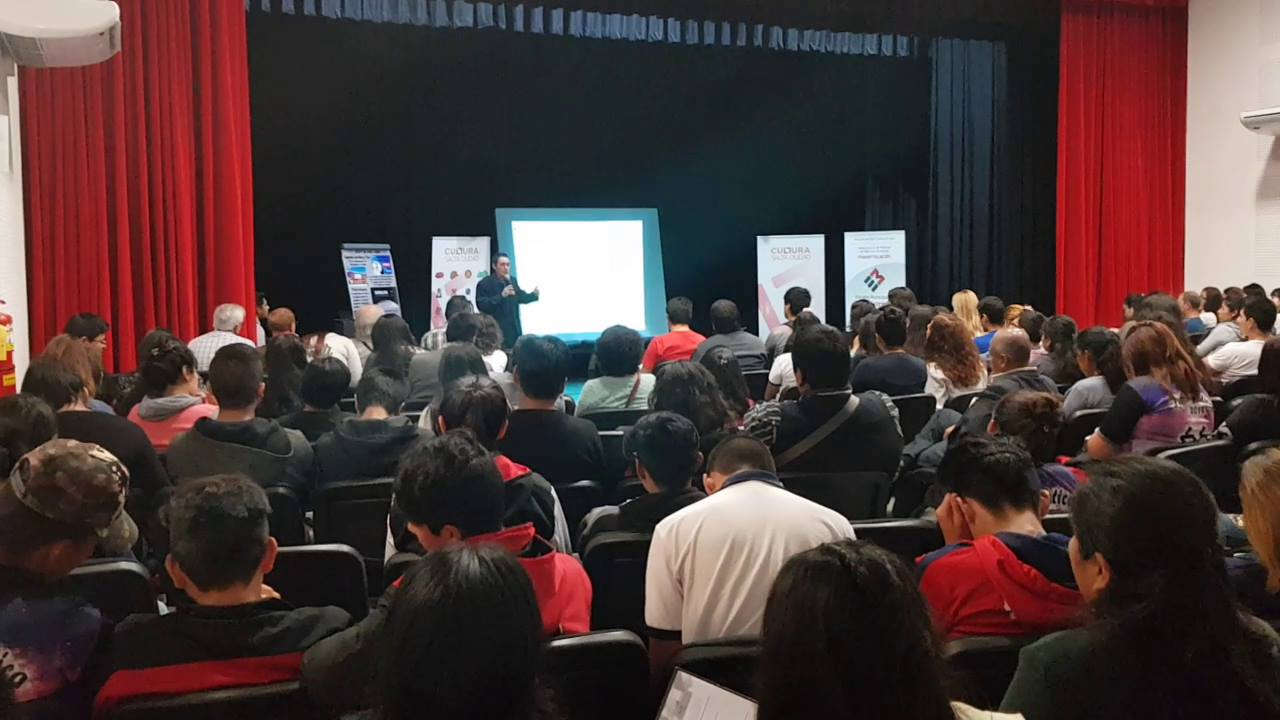
Conferencia del Profesor Rodrigo Gastón Manresa en FLISoL 2018, ciudad de Salta, Argentina.

### Segundo objetivo
Crear lazos, promover la integración y cooperación entre los grupos de software libre de la misma localidad. De este objetivo surge una de las principales características del FLISOL: un evento por localidad.

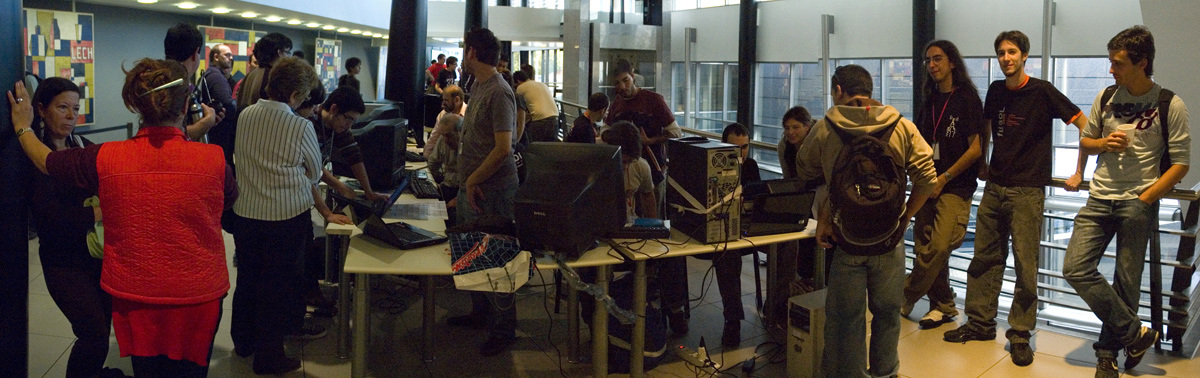
Área de instalación en diversos equipos en FLISoL 2009, ciudad de Montevideo, Uruguay.

El evento sirve también para brindar información sobre soluciones de bajo costo pero bastante poderosas a pequeñas y medianas empresas, que van desde un sistema operativo y un software ofimático, pasando por servidores web hasta llegar a implementación de plantas telefónicas.

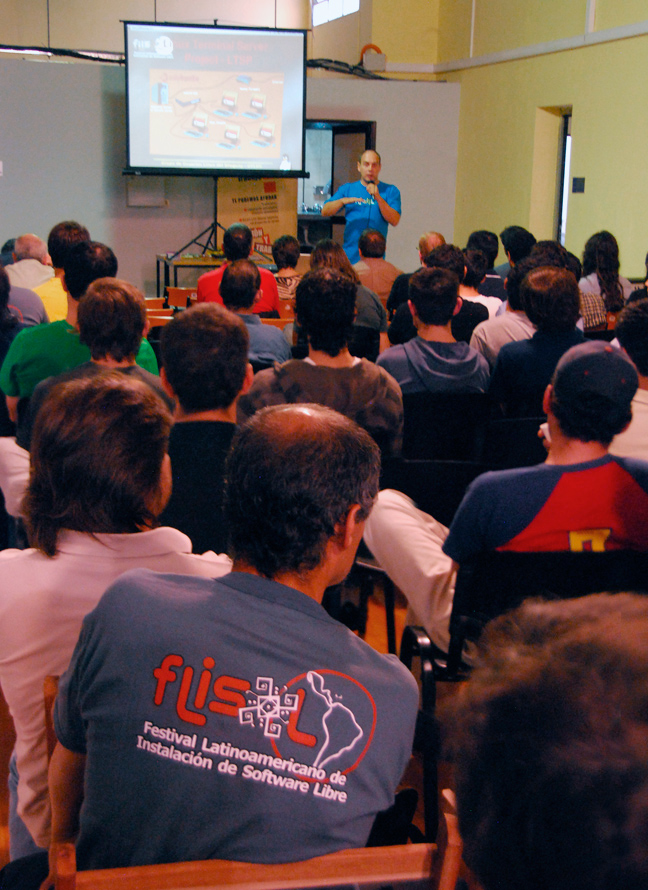
FLISoL 2011, en la ciudad de Paysandú, Uruguay.

## Fechas de realización

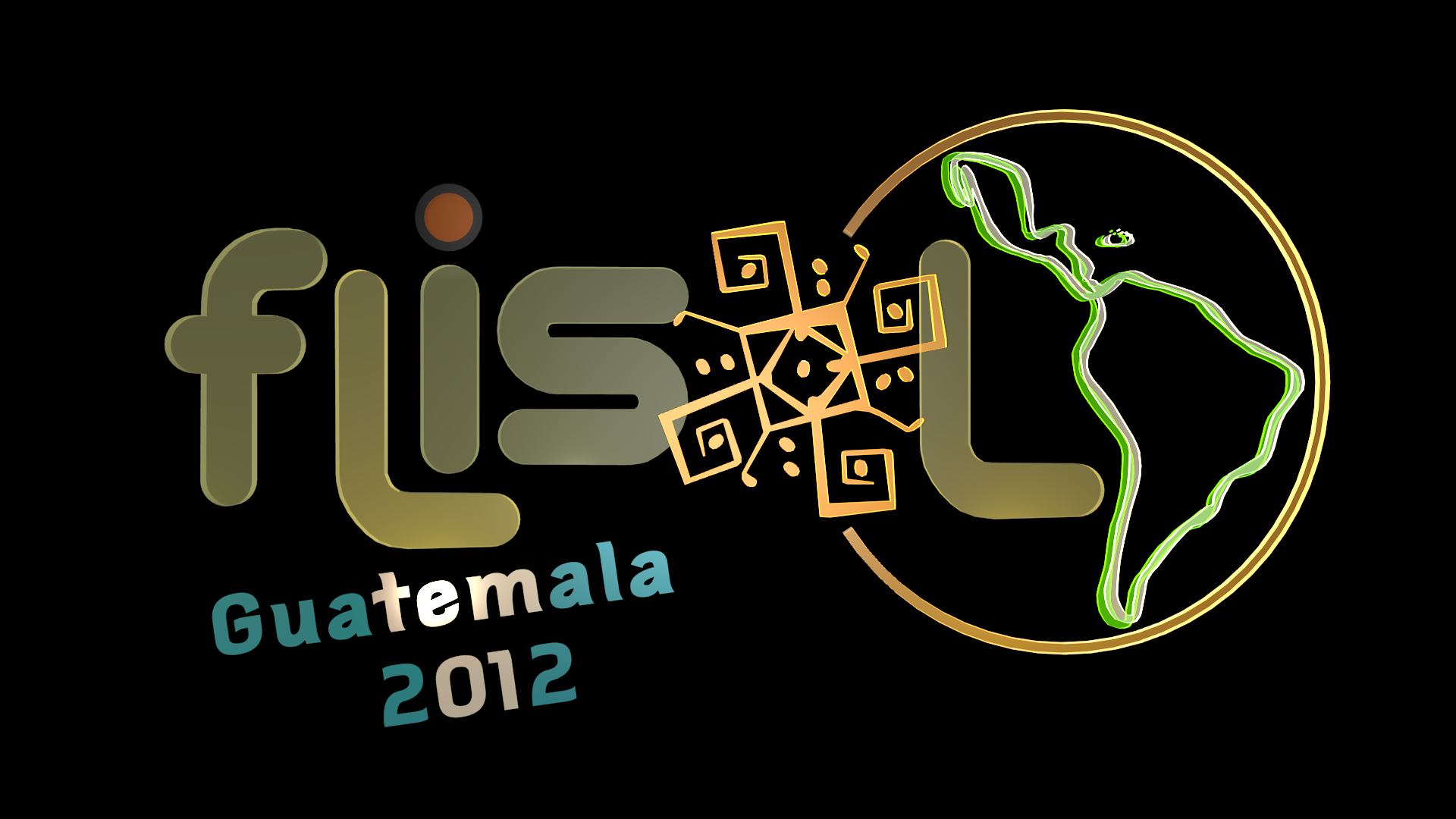
Parte del spot publicitario realizado con Blender para promocionar el evento de Flisol 2012 en Guatemala

Entre julio y octubre de 2007 se realizaron diversas consultas con el objeto de acordar en lo sucesivo la fecha de realización. Tras varios intercambios de opiniones entre los responsables de cada país finalmente se acordó que en lo sucesivo FLISOL se realizará el cuarto sábado del mes de abril.
- 2005: 2 de abril.
- 2006: 25 de marzo.
- 2007: 28 de abril.
- 2008: 26 de abril.
- 2009: 25 de abril.
- 2010: 24 de abril.
- 2011: 9 de abril, a excepción de Perú que por motivos electorales realizó el evento el 30 de abril.
- 2012: 28 de abril.
- 2013: 27 de abril.
- 2014: 26 de abril.
- 2015: 25 de abril.
- 2016: 23 de abril, a excepción de Brasil que por el feriado de Tiradentes lo realizó el 16 de abril.
- 2017: 22 de abril.
- 2018: 28 de abril.
- 2019: 27 de abril.
- 2020: 25 de abril.
- 2021: 24 de abril.
- 2022: 23 de abril.
- 2023: 22 de abril.
- 2024: 27 de abril.

## Países que lo realizan

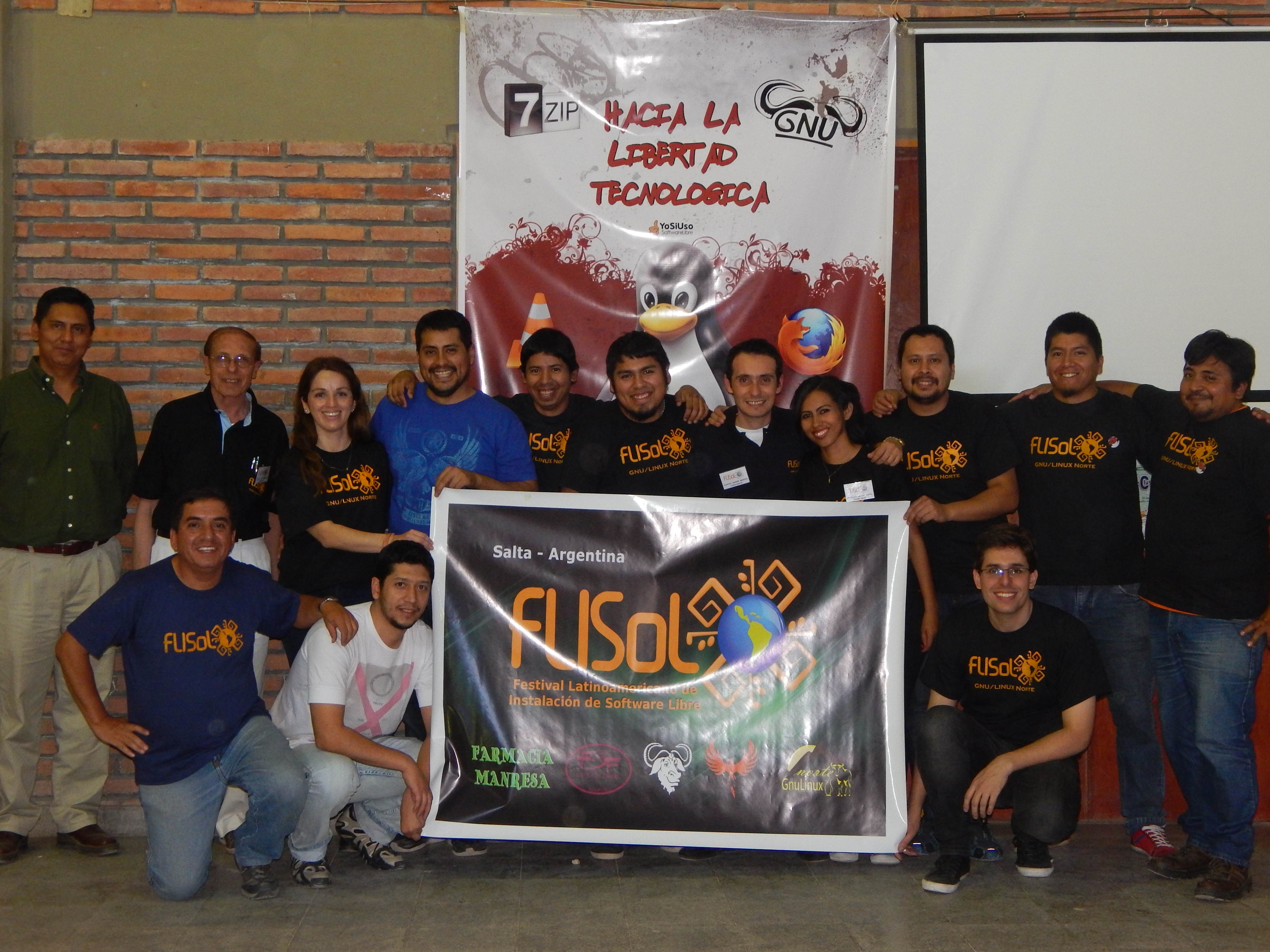
Organizadores y colaboradores del FLISoL 2016, sede itinerante de la provincia de Salta, Argentina.

- Alemania
- Argentina[6] · flisol.org.ar
- Bolivia[7]
- Brasil[8]
- Chile[9]
- Colombia[10]
- Costa Rica[11]
- Cuba[12]
- Ecuador[13]
- El Salvador[14]
- España[15]
- Guatemala[16]
- Honduras[17]
- México[18]
- Nicaragua[19]
- Panamá[20]
- Paraguay[21]
- Perú[22]
- República Dominicana[23]
- Uruguay[24]
- Venezuela[25]